# Albert Goblet d'Alviella
Pour les autres membres de la famille, voir Goblet.
Le comte Albert Joseph Goblet d'Alviella est un général et homme d'État belge (Tournai, 26 mai 1790 - 5 mai 1873, Bruxelles).

## Biographie

### Famille
Albert Goblet d'Alviella est le fils du tournaisien François Magloire Joseph Goblet, magistrat et membre du conseil municipal, et de Michelle Delmarle. Albert Goblet épouse le 14 janvier 1814 Marie Anne Adélaïde Damien (x - 1863). Le couple a au moins un fils, Louis François (1823-1867).
Albert est le père de Louis-François Magloire et le grand-père du professeur de l'ULB et homme politique Eugène Goblet d'Alviella (1846-1925).
À partir de 1850 il agrandit par de multiples achats le domaine qui jouxte le château de Court-Saint-Étienne, obtenu en 1844 par mariage de son fils Louis avec la comtesse d'Auxy de Neuville, (famille d'Auxy).
Son inhumation a lieu le jeudi 8 mai 1873 au cimetière de Court-Saint-Étienne. Ses funérailles ont été célébrées à la cathédrale Saints-Michel-et-Gudule de Bruxelles le 20 mai 1873 et à l'église Saint-Étienne de Court-Saint-Étienne le 21 mai 1873. La dépouille mortelle d'Albert Goblet est déplacée quatorze ans après son décès dans la crypte du mausolée familial érigé, selon les conceptions d'Eugène Goblet, son petit-fils, entre 1885 et 1887 au cimetière de Court-Saint-Étienne.

Armes de la famille Goblet d'Alviella.
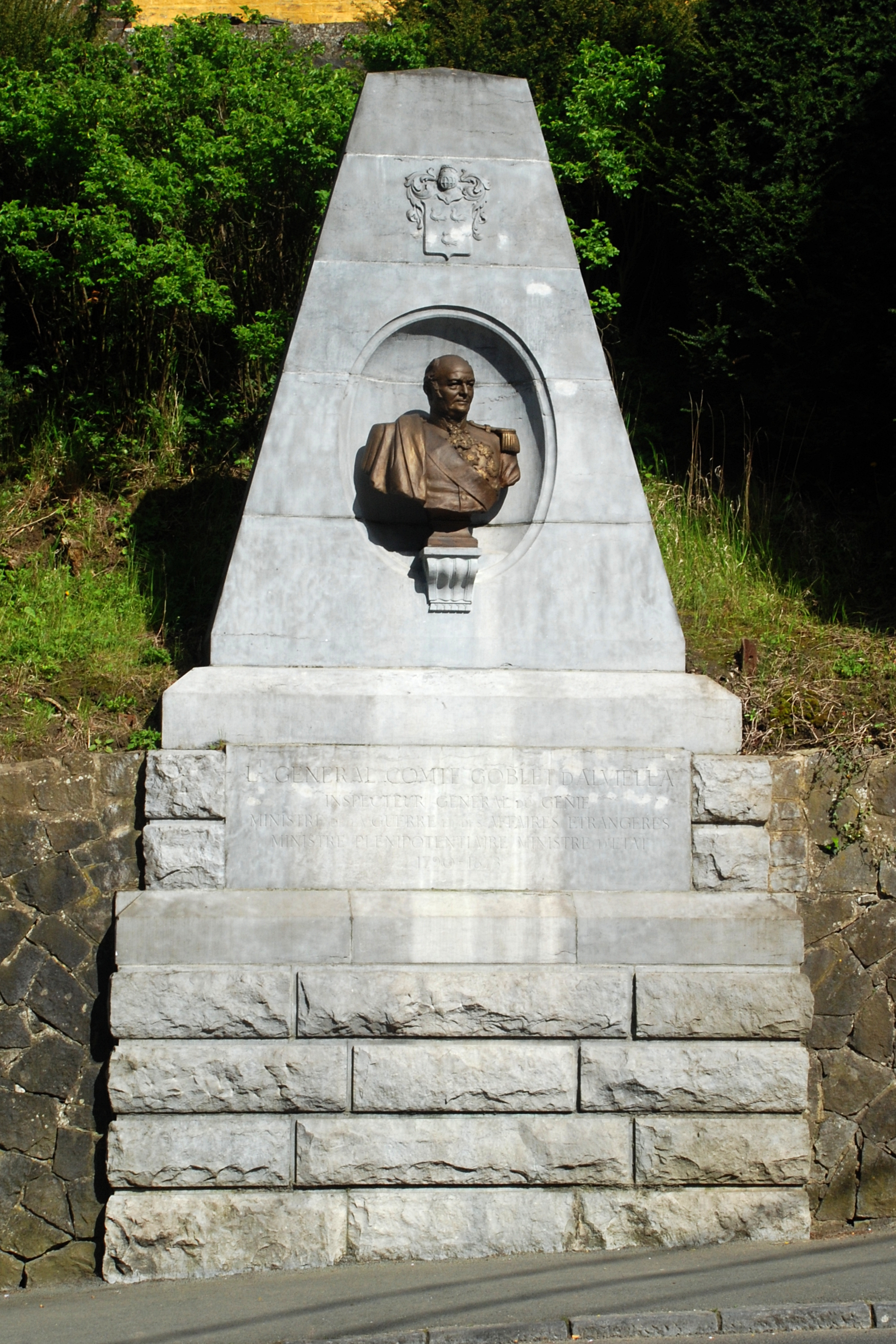
Monument au comte Albert Goblet d'Alviella.
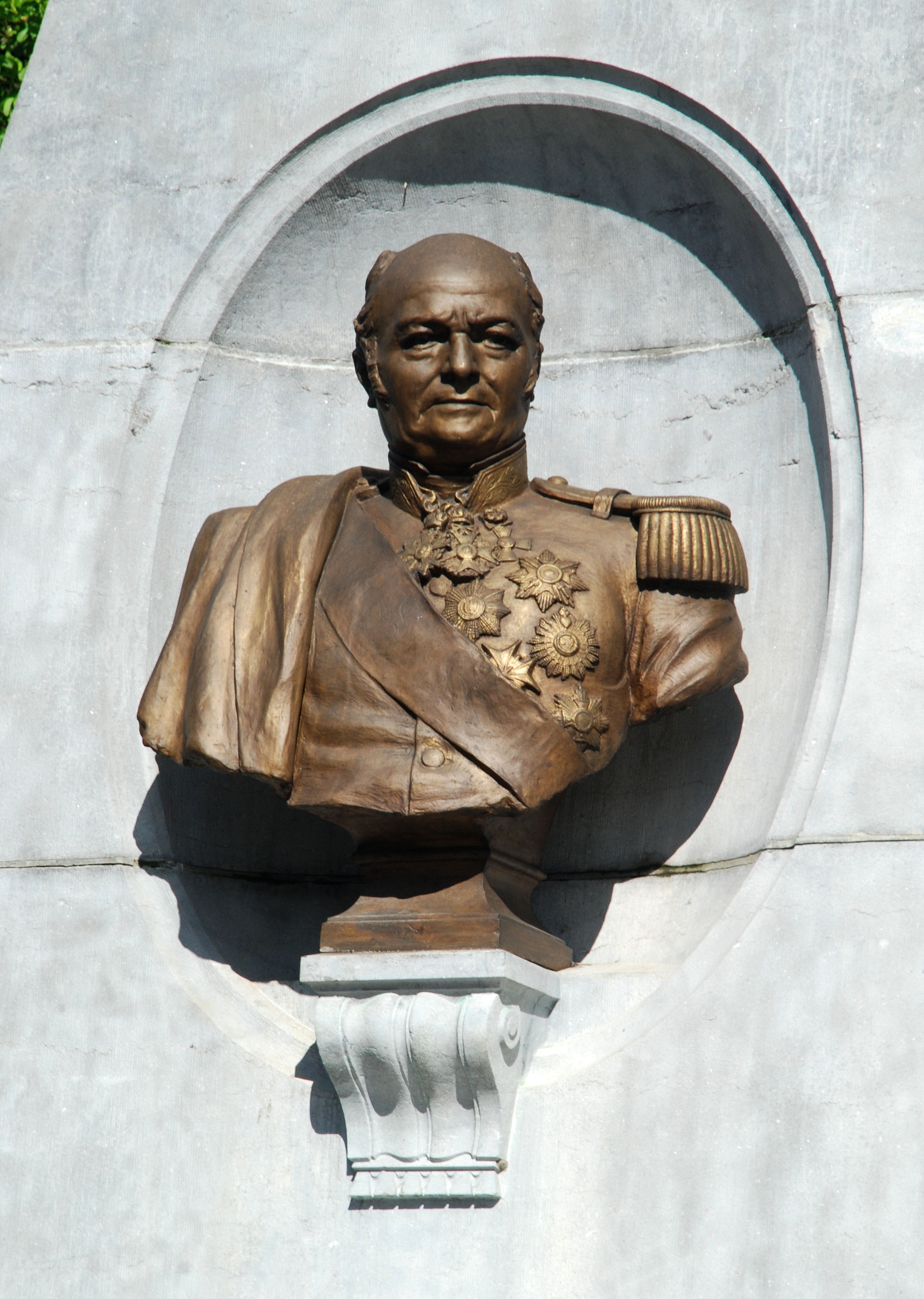
Le buste en bronze d'Albert Goblet d'Alviella sur le monument qui lui est dédié à Court-Saint-Étienne.
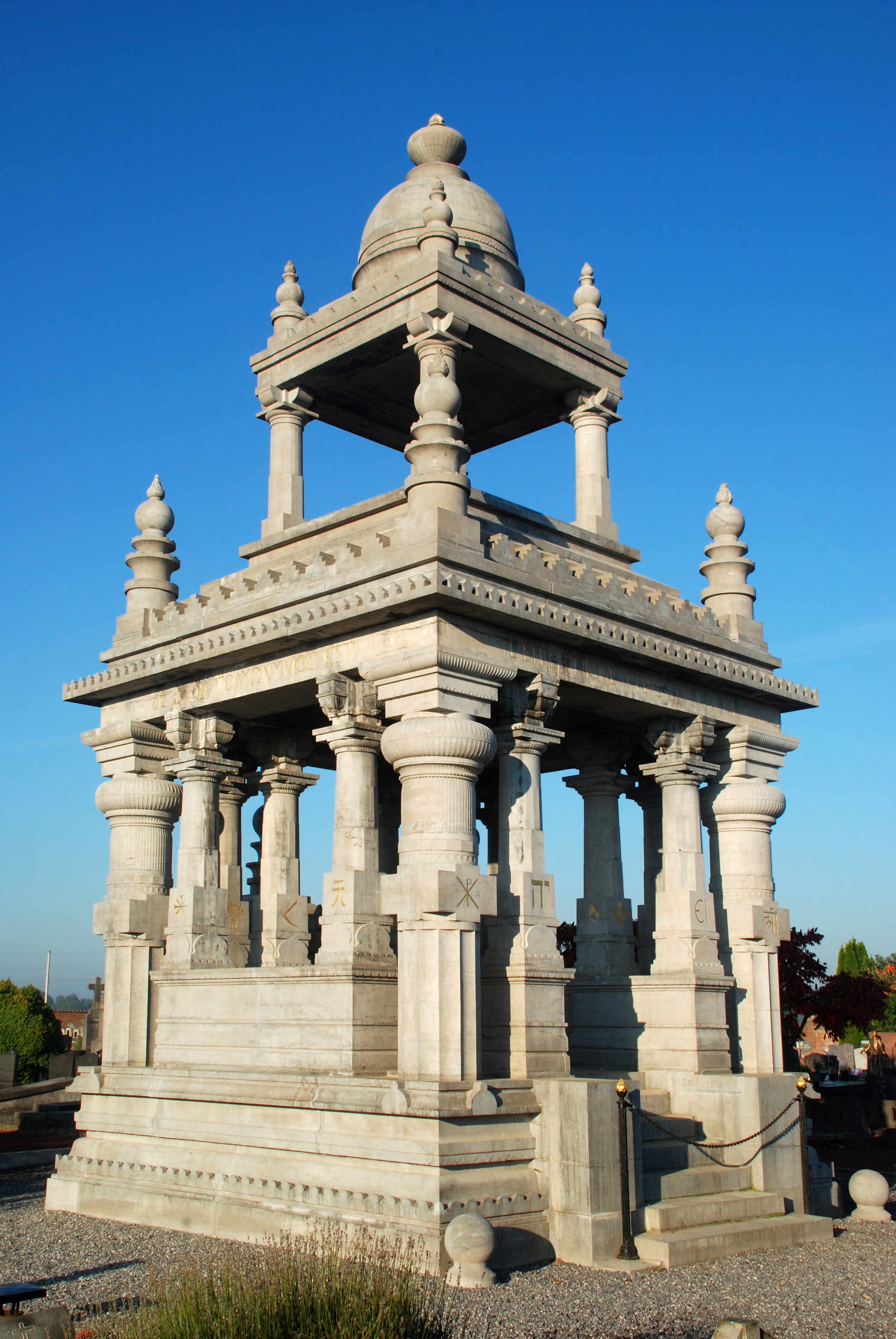
Mausolée Goblet d'Alviella.

### Militaire au service de la France et des Pays-Bas
Il naît à Tournai le 26 mai 1790, entra en 1802 au Prytanée militaire de Saint-Cyr, où il obtint, en 1807, le prix impérial de mathématiques au concours général. En 1809, il est admis à l'École polytechnique et en sortit en 1811 officier du génie. Il fit les campagnes d'Espagne dans la Grande Armée. Il est officier d'ordonnance de Nicolas Jean-de-Dieu Soult. Il se trouva, en 1813, au siège de Saint-Sébastien, où il se distingue. Resté seul des officiers du génie, il est choisi pour porter à Paris les détails du siège et de la capitulation, fut nommé capitaine et reçoit la croix de la Légion d'honneur.
Après le premier traité de Paris, il quitte le service de la France, avec l'autorisation de Soult.
Entré en février 1815 au service de Guillaume Ier des Pays-Bas, il combat aux Quatre-Bras et à Waterloo dans l'armée de Guillaume Ier, qui le nomme officier d'ordonnance. En 1815, il est envoyé à Paris avec les troupes hollandaises. Il obtient la décoration de l'ordre militaire de Guillaume (4e classe).
Ses antécédents lui valent d'être chargé de projeter et de construire la forteresse de Nieuport. Il est ensuite chargé de renforcer les forteresses gardant la frontière du royaume des Pays-Bas avec la France. Il dirige les travaux pendant sept ans, est nommé chevalier de 3e classe (officier) de l'ordre de Guillaume, et accompagne le prince d'Orange en Russie. Le tsar Alexandre le décore de la croix de Sainte-Anne.
À son retour, il est chargé de la reconstruction de la place de Menin.

### La révolution belge
Lors de la révolution de 1830, il est commandant de la citadelle de Menin. Guillaume Ier l'appelle à Anvers, mais il choisit de rejoindre Bruxelles avec le comte Charles Le Hon. Le gouvernement provisoire le nomme le 15 octobre colonel du génie et directeur général de ce corps. Il le charge par ailleurs d'organiser la Défense nationale. Il est promu au grade de général de brigade en 1831, et est ministre de la Guerre dans le premier gouvernement du régent Surlet de Chokier. Le gouvernement s'évapore immédiatement et Goblet reste administrateur du département de la Défense. Quand le 2 août 1831 les troupes hollandaises rompent l'armistice, il assiste Léopold Ier et lui conseille notamment de se replier sur Malines pendant qu'il négocie la reddition de Louvain.
Au mois d'août 1831, la ville de Tournai l'envoie à la Chambre des représentants, et peu de jours après, il fut créé inspecteur général des fortifications et du génie.

### Diplomate et homme politique de la Belgique indépendante
En tant qu'aide-de-camp du roi et plénipotentiaire, il est ensuite envoyé à Londres par Léopold Ier pour régler la question des forteresses, dont la France voulait la démolition et les autres puissances le maintien. Le 15 novembre 1831, il parvient à un accord : certaines forteresses sont maintenues, mais Menin, Ath, Mariembourg, Mons et Philippeville doivent être détruites. Ce traité est signé le 14 décembre 1831 à Londres avec les ministres d'Autriche, du Royaume-Uni, de Prusse et de Russie. D'autre part, un accord secret, qui exclut la France, autorise les grandes puissances à occuper les forteresses en cas de nécessité. Après la ratification du traité des XXIV articles par la Belgique, il est à nouveau envoyé à Londres par le roi pour s'assurer que les grandes puissances ne sont pas prêtes à faire appel à la force pour obtenir la signature du roi des Pays-Bas Guillaume Ier.
Ceci cause la démission du Chef de cabinet Félix de Muelenaere et le roi propose à Goblet de former le nouveau gouvernement. Néanmoins, les ministres de De Muelenaere refusent de contresigner cette nomination et il faut faire appel au comte Félix de Mérode, ministre sans portefeuille.
Il compose son cabinet en octobre 1832. Il s'attribue les Affaires étrangères, nomme Charles Rogier (libéral) à l'Intérieur, Auguste Duvivier (libéral) aux Finances, Joseph Lebeau (libéral) à la Justice, Louis Évain (libéral) à la Guerre. Félix de Mérode (catholique) reste ministre sans portefeuille.
Goblet doit alors demander au Parlement l'autorisation de laisser l'armée française du nord commandée par le général Gérard assiéger Anvers, sans intervention des troupes belges, comme l'exige la Conférence de Londres. Les durs du Parlement et la population belge étaient outrés par cette humiliation et après le vote de l'autorisation (par quarante-quatre voix contre quarante-deux), Goblet remet sa démission.
Le roi lui demande de garder la direction des affaires car la constitution d'un autre cabinet est impossible. Il remet encore sa démission quelques semaines plus tard à la suite du rejet du budget de la Guerre par le Parlement. Le roi dissout alors les Chambres, mais les élections en changent peu la configuration.
Pendant la campagne électorale, Goblet obtient des Pays-Bas le 21 mai 1833 la signature d'une double convention l'engageant à prolonger indéfiniment l'armistice de la guerre belgo-néerlandaise imposé le 4 novembre 1830, tout en maintenant le statu quo territorial, c'est-à-dire que la Belgique gardait tout le Limbourg et le Luxembourg, à l'exception des forteresses de Maastricht et Luxembourg. La navigation sur l'Escaut était assurée et la dette restait tout entière à charge des Pays-Bas.
Ensuite, il remet sa démission et Charles Rogier et Joseph Lebeau assurèrent la direction de son gouvernement, tandis que Félix de Mérode devenait ministre des Affaires étrangères.

### Retrait de la vie politique
Il devient ensuite premier inspecteur général de l'armée, puis lieutenant-général en 1835. Il part ensuite pour Lisbonne sur ordre du roi, avec trois mille volontaires belges, pour assurer à la maison de Saxe-Cobourg et Gotha le trône du Portugal. L'arrivée de ces troupes forcent en effet Michel Ier à s'exiler et permettent à Marie II de reprendre le pouvoir. Celle-ci le fait alors comte d'Alviella en 1838, titre que Léopold Ier l'autorise à porter en Belgique.

### Retour aux affaires
Goblet est ministre des Affaires étrangères en 1843 dans le gouvernement de Jean-Baptiste Nothomb et signe un traité de commerce avec la Confédération germanique. Ses relations avec le roi se détériorent par la suite, parce qu'il ne donne pas suite à ses demandes concernant la conclusion d'un traité douanier avec la France et parce qu'il refuse ensuite de soutenir le gouvernement de Sylvain van de Weyer. Il s'oppose encore au roi sur la question de la défense nationale en tant que membre d'une commission chargée d'analyser les besoins de l'armée. Il est malgré tout l'un de ses aides de camp jusqu'en février 1864.
Le roi fait alors pression sur Henri de Brouckère pour obtenir sa mise à la retraite. En 1857, il est élu député de l'arrondissement de Bruxelles jusqu'en 1862 sur la liste libérale.

## Honneurs
- Officier de l'ordre de Léopold (Belgique, nommé le 30 juin 1837),
- Comte d'Alviella[4] (1838),
- Chevalier de la Légion d'honneur (France)

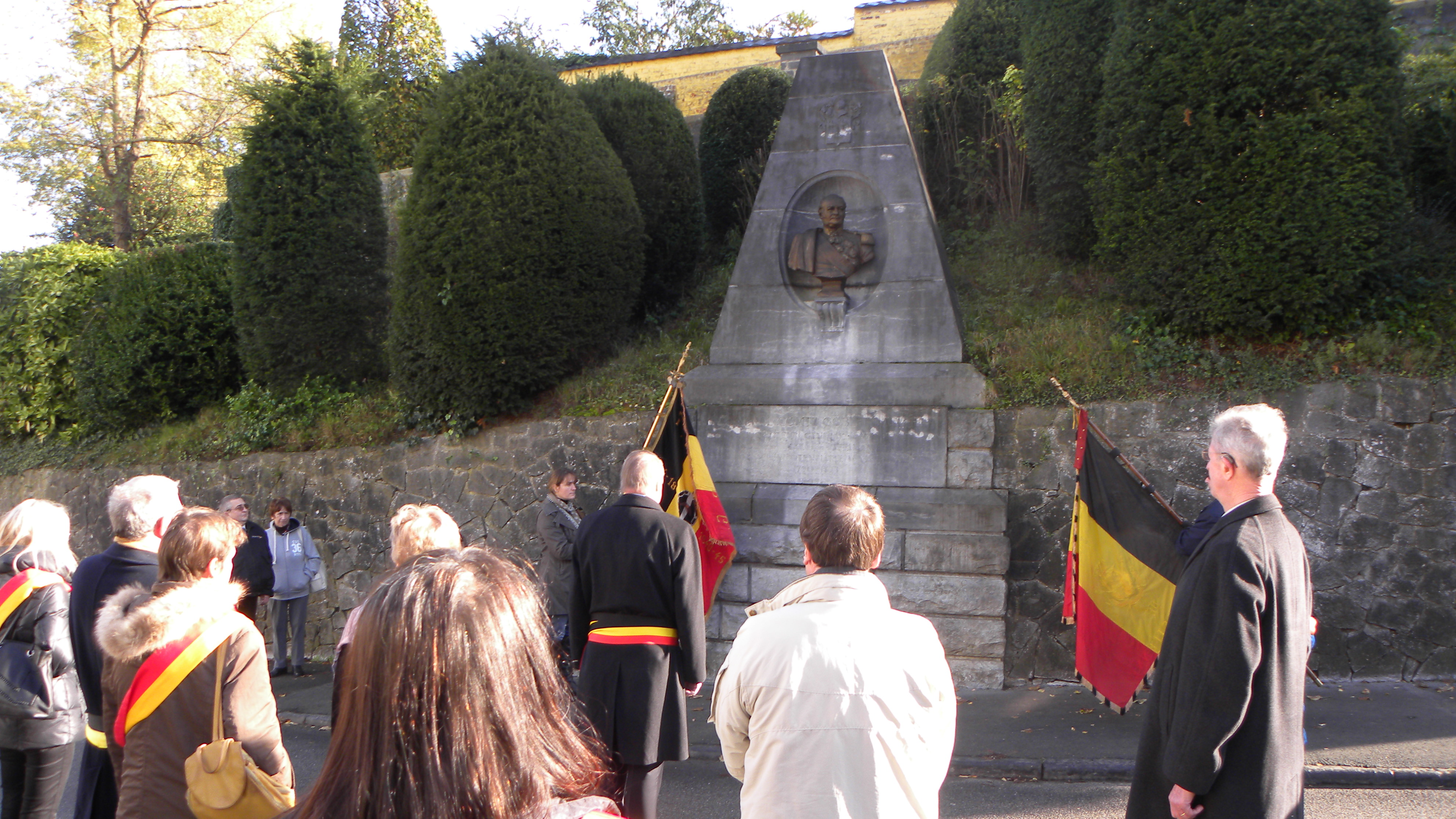
Cérémonie d'hommage communal à l'ancien combattant Albert Goblet le 11 novembre 2014.

- Décoré de l'ordre militaire de Guillaume,
- Grand-croix de l'ordre de la Maison ernestine de Saxe,
- Grand-croix de l'ordre du Mérite de Pierre-Frédéric-Louis,
- Décoré de l'ordre de l'Aigle rouge de Prusse,
- Grand-croix de l'ordre du Mérite civil de Saxe,
- Croix de l'ordre de Sainte-Anne (de Russie),
- Grand-croix de l'ordre de Saint-Michel de Bavière,
- Grand-croix de l'ordre du Mérite et de la Maison d'Oldenbourg,
- Ordre de Saint-Benoit d'Aviz de Portugal,
- Commandeur première classe de l'ordre royal de l'Étoile polaire (Suède),
- Grand-officier de l'ordre de Sainte-Anne de Russie,
- Médaille de Sainte-Hélène (France),
- Buste en marbre blanc (œuvre de Jef Lambeaux) dans la bibliothèque de la Chambre du Parlement belge,
- Un monument orné de son buste (copie du buste de marbre figurant au Palais de la Nation) en grande tenue se trouve à Court-Saint-Étienne sur la place Communale. Il est honoré chaque année par le dépôt d'une gerbe de fleurs lors des cérémonies en mémoire des anciens combattants.

## Publications
- Des cinq grandes puissances de l’Europe dans leurs rapports politiques et militaires avec la Belgique. Bruxelles (1863)
- Dix-huit mois de politique et de négociations se rattachant à la première atteinte portée  aux traités de 1815. 2 vol. Bruxelles (1864-1865)
- L'établissement des Cobourg en Portugal. Étude sur les débuts d'une monarchie constitutionnelle. Bruxelles (1869)

## Sources
- « Albert Goblet d'Alviella », dans Charles Mullié, Biographie des célébrités militaires des armées de terre et de mer de 1789 à 1850, 1852 [détail de l’édition]
- Jean Bartelous, Nos Premiers ministres, de Léopold Ier à Albert Ier, 1983, Bruxelles, éd. J. M. Collet.
- Jean-Pierre Hendrick Le château de Court-Saint-Étienne et ses propriétaires aux 19e et 20e siècles. Bulletin du Cercle d'Histoire et d'Archéologie de Court-Saint-Étienne (CHAF) 1995, pp 30–53.
- Théodore Juste, Le Lieutenant Général Comte Goblet d'Alviella, Ministre d'État, d'après des documents inédits. C.Muquardt, Bruxelles, 1870.